# دیجیمارک
دیجیمارک (انگلیسی: Digimarc) شرکت فناوری اطلاعات آمریکایی است، که در سال ۱۹۹۵ تأسیس شد.